# 望春風
『望春風』（ぼうしゅんぷう、バンチュンホン、台湾語白話字：Bāng Chhun-hong）は、1933年に発表された台湾の民謡。作詞者は李臨秋、作曲者は鄧雨賢で、日本統治時代の歌手・

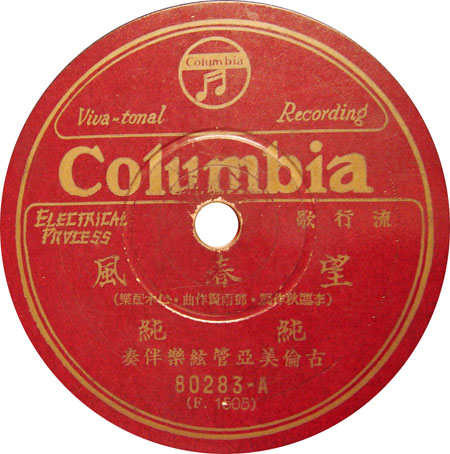

純純（劉清香）のヒット曲である。現在は台湾語歌謡のうち、『雨夜花』と並んで最も代表性のある名曲であると言われる。

## 解説

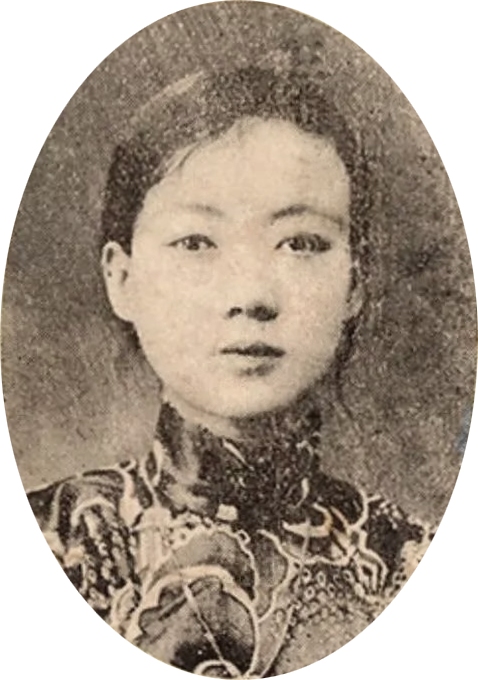
歌手 純純（1930年代）

1933年、映画音楽『桃花泣血記』の大成功を受け、台湾語歌謡への意欲を示した台湾コロムビアの社長である柏野政次郎の手によって制作された。歌詞は少女が一目惚れした男性との恋愛に憧れる様子を描く。

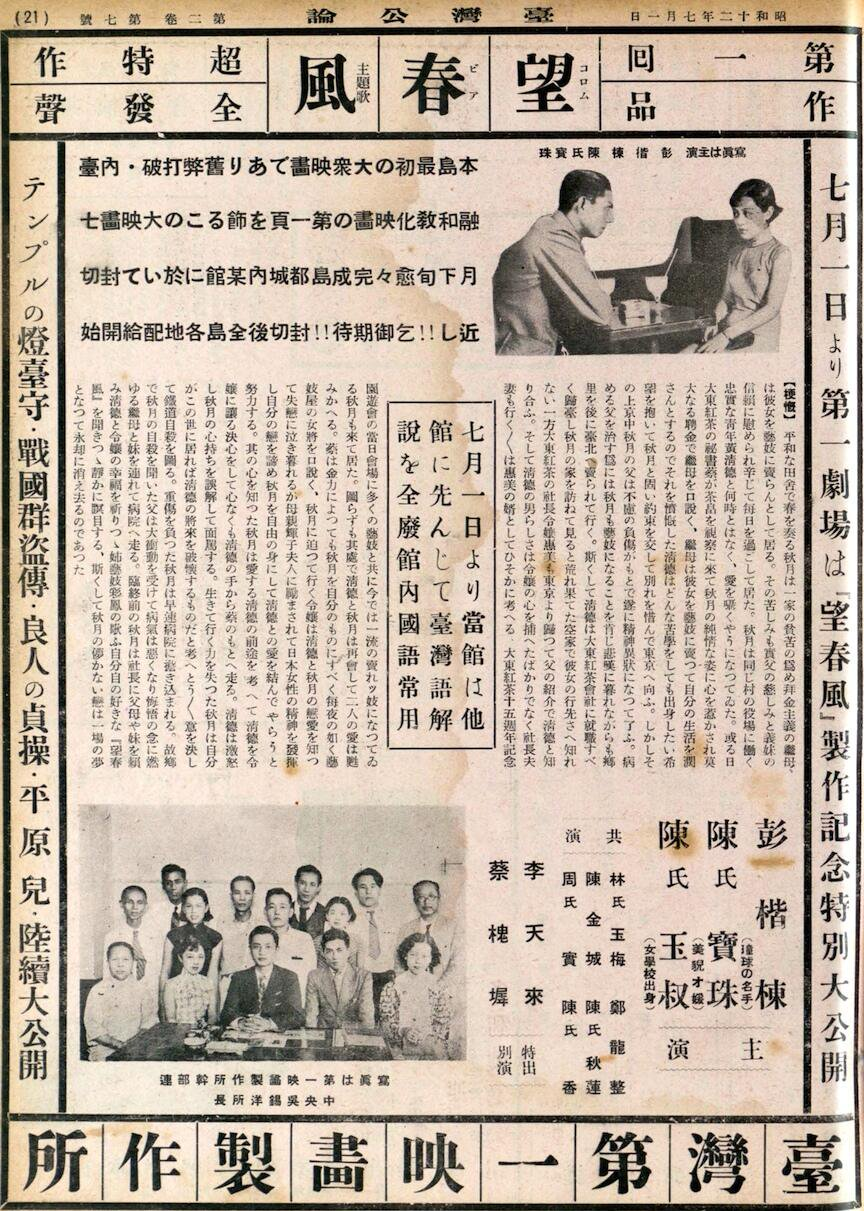
1938年台湾で映画化され、雑誌「臺灣公論」に掲載された「望春風（映画）」の紹介

1941年に台湾総督府の下で、志願制度の実施予定により、越路詩郎が作詞する軍歌・『大地は招く』（霧島昇歌唱）にも改編された。
戦後にはテレサ・テン、鳳飛飛、張清芳、一青窈などの歌手によりカバーされた。

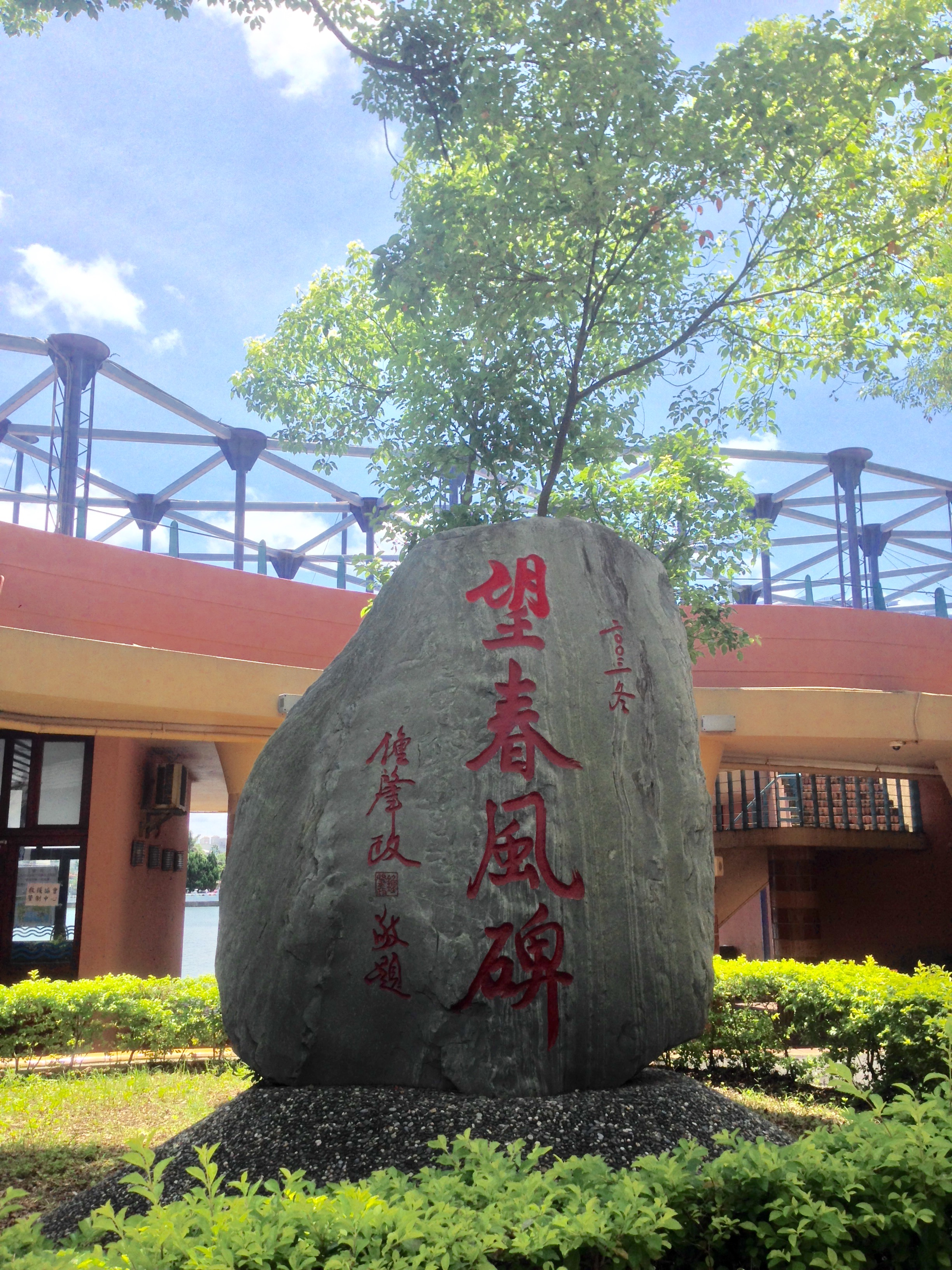
桃園市龍潭区の龍潭大池付近にある望春風の歌碑